# Ceratophallus concavus
Ceratophallus concavus е вид охлюв от семейство Planorbidae. Видът е застрашен от изчезване.

## Разпространение и местообитание
Разпространен е в Кения, Танзания и Уганда.
Обитава крайбрежията на сладководни басейни и реки.